# Nuoto artistico ai Giochi della XXXIII Olimpiade - Duo
La gara di Duo del nuoto artistico dei Giochi della XXXIII Olimpiade si è svolta dal 9 al 10 agosto 2024 presso il Centro acquatico olimpico. Ha visto in gara 18 coppie di atlete provenienti da 18 nazioni. È la seconda edizione in cui venne utilizzata la nuova denominazione "nuoto artistico", decisa dalla Federazione internazionale del nuoto (FINA) nel 2017, in sostituzione della precedente "nuoto sincronizzato".

## Programma
| Data           | Ora (UTC+9) | Turno                     |
| -------------- | ----------- | ------------------------- |
| 9 agosto 2024  | 19:30       | Preliminare Prova Tecnica |
| 10 agosto 2024 | 19:30       | Prova Libera              |

## Risultati[2]
| Rank | NOC           | Atleti                                         | Tecnico  | Libero   | Totale   |
| ---- | ------------- | ---------------------------------------------- | -------- | -------- | -------- |
|      | Cina          | Wang Liuyi & Wang Qianyi                       | 276.7867 | 289.6916 | 566.4783 |
|      | Gran Bretagna | Kate Shortman & Isabelle Thorpe                | 264.0282 | 294.5085 | 558.5367 |
|      | Paesi Bassi   | Bregje de Brouwer & Noortje de Brouwer         | 264.7066 | 293.6897 | 558.3963 |
| 4    | Austria       | Anna-Maria Alexandri & Eirini-Marina Alexandri | 267.2533 | 288.4145 | 555.6678 |
| 5    | Ucraina       | Maryna Aleksiiva & Vladyslava Aleksiiva        | 260.4600 | 278.2084 | 538.6684 |
| 6    | Grecia        | Sofia Malkogeorgou & Evangelia Platanioti      | 250.4584 | 281.8418 | 532.3002 |
| 7    | Spagna        | Alisa Ozhogina & Iris Tió Casas                | 254.0816 | 267.4021 | 521.4837 |
| 8    | Giappone      | Moe Higa & Tomoka Sato                         | 257.3533 | 249.7271 | 507.0804 |
| 9    | Canada        | Audrey Lamothe & Jacqueline Simoneau           | 201.5167 | 290.9103 | 492.4270 |
| 10   | Stati Uniti   | Jaime Czarkowski & Megumi Field                | 230.7134 | 254.0354 | 484.7488 |
| 11   | Israele       | Shelly Bobritsky & Ariel Nassee                | 243.0666 | 239.3416 | 482.4082 |
| 12   | Messico       | Nuria Diosdado & Joana Jimenez                 | 238.9383 | 232.6563 | 471.5946 |
| 13   | Corea del Sud | Hur Yoon-seo & Lee Ri-young                    | 227.5667 | 227.7500 | 455.3167 |
| 14   | Francia       | Anastasia Bayandina & Romane Lunel             | 241.3116 | 189.0687 | 430.3803 |
| 15   | Egitto        | Nadine Barsoum & Hana Hiekal                   | 196.5250 | 225.6541 | 422.1791 |
| 16   | Australia     | Rayna Buckle & Kiera Gazzard                   | 210.0782 | 198.0271 | 408.1053 |
| 17   | Nuova Zelanda | Nina Brown & Eva Morris                        | 188.0901 | 166.5105 | 354.6006 |
| 18   | Italia        | Linda Cerruti & Lucrezia Ruggiero              | DNS      |          |          |